# Sjali

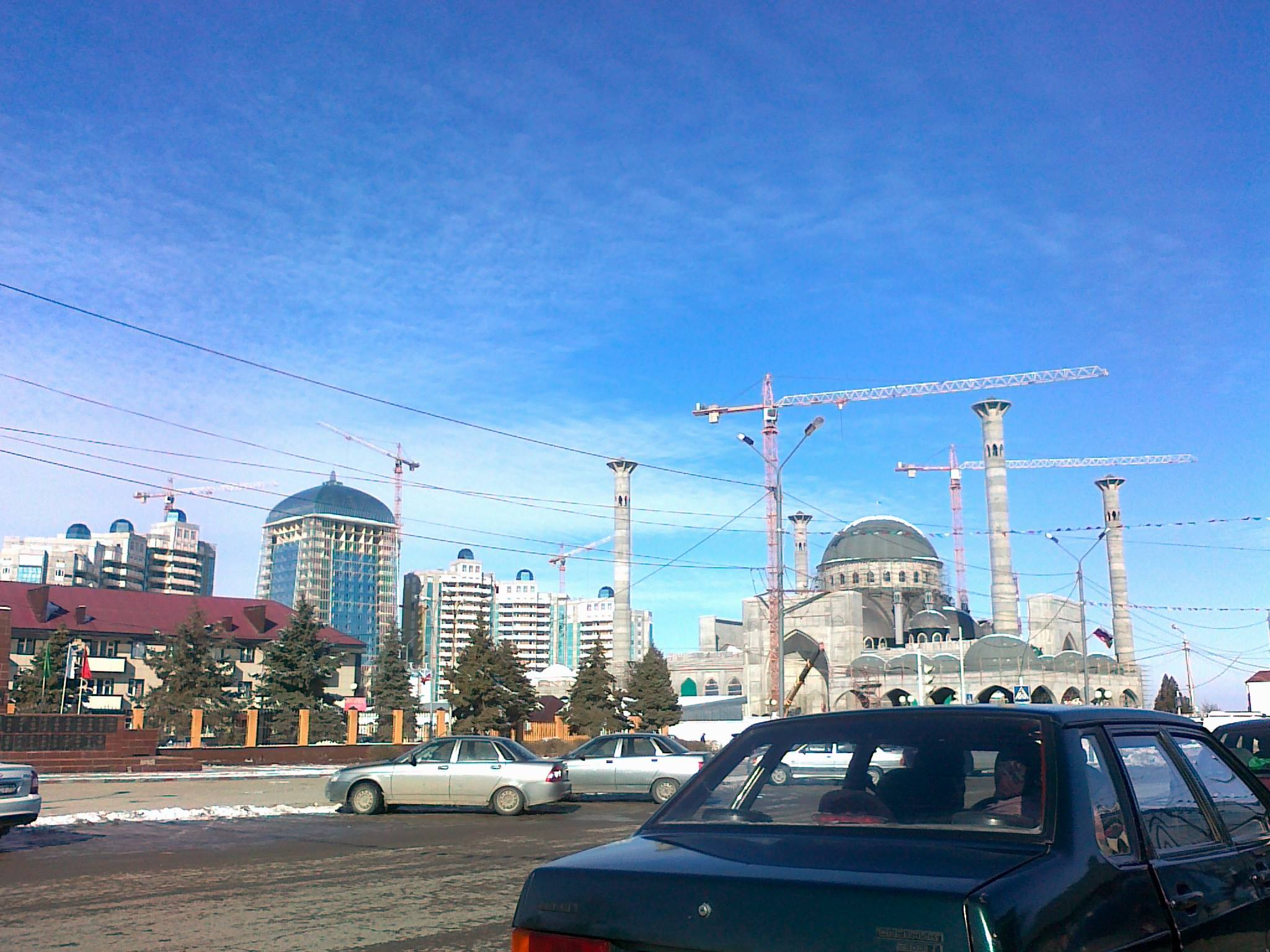
Sjali.

Sjali (ryska Шали) är en av de största städerna i Tjetjenien i Ryssland. Folkmängden uppgick till 51 268 invånare i början av 2015.